# Castelvenere
Castelvenere – miejscowość i gmina we Włoszech, w regionie Kampania, w prowincji Benewent.
Według danych na I 2009 gminę zamieszkiwało 2559 osób przy gęstości zaludnienia 168 os./1 km².